# Anselmo Ribeiro
Anselmo Emiliano Carvalho Gomes Ribeiro, meglio conosciuto come Jair (17 dicembre 1974), è un ex calciatore capoverdiano, di ruolo centrocampista.

## Carriera

### Club
Ha giocato con Sporting Lisbona, Alverca, Olhanense e CSKA Sofia, con cui ha vinto il campionato bulgaro.
Dal 1998 è andato negli Stati Uniti d'America a giocare per N.E. Revolution, S.J. Earthquakes, Hampton Roads Mariners, Tampa Bay Mutiny e Connecticut Wolves.
Ha chiuso la carriera nel 2003 con la maglia del Western Mass Pioneers

### Nazionale
Nel 200 ha giocato tre gare in nazionale, segnando una rete.

## Palmarès

### Club
Campionato bulgaro: 1 
CSKA Sofia: 1996-1997

## Statistiche

### Cronologia presenze e reti in nazionale
| Cronologia completa delle presenze e delle reti in nazionale ― Capo Verde | Cronologia completa delle presenze e delle reti in nazionale ― Capo Verde | Cronologia completa delle presenze e delle reti in nazionale ― Capo Verde | Cronologia completa delle presenze e delle reti in nazionale ― Capo Verde | Cronologia completa delle presenze e delle reti in nazionale ― Capo Verde | Cronologia completa delle presenze e delle reti in nazionale ― Capo Verde | Cronologia completa delle presenze e delle reti in nazionale ― Capo Verde | Cronologia completa delle presenze e delle reti in nazionale ― Capo Verde |
| Data                                                                      | Città                                                                     | In casa                                                                   | Risultato                                                                 | Ospiti                                                                    | Competizione                                                              | Reti                                                                      | Note                                                                      |
| ------------------------------------------------------------------------- | ------------------------------------------------------------------------- | ------------------------------------------------------------------------- | ------------------------------------------------------------------------- | ------------------------------------------------------------------------- | ------------------------------------------------------------------------- | ------------------------------------------------------------------------- | ------------------------------------------------------------------------- |
| 9-4-2000                                                                  | Mindelo                                                                   | Capo Verde                                                                | 0 – 0                                                                     | Algeria                                                                   | Qual. Mondiali 2002                                                       | -                                                                         | ?’                                                                        |
| 21-4-2000                                                                 | Annaba                                                                    | Algeria                                                                   | 2 – 0                                                                     | Capo Verde                                                                | Qual. Mondiali 2002                                                       | -                                                                         | Template:Sostoutn                                                         |
| 11-5-2000                                                                 | Mindelo                                                                   | Capo Verde                                                                | 2 – 0                                                                     | Guinea                                                                    | Coppa Amílcar Cabral                                                      | 1                                                                         |                                                                           |
| Totale                                                                    |                                                                           | Presenze                                                                  | 3                                                                         |                                                                           | Reti                                                                      | 1                                                                         |                                                                           |